# Aloe retrospiciens
Aloe retrospiciens é uma espécie de liliopsida do gênero Aloe, pertencente à família Asphodelaceae.